# موزیک‌فورشونگ
موزیک‌فورشونگ (آلمانی: Die Musikforschung) یک ژورنال دانشگاهی و فصل‌نامهٔ موسیقی‌شناسی داوری‌شده است که از سال ۱۹۴۸ تا کنون منتشر می‌شود. چکیده‌ای از مقالات این ژورنال در پایگاه‌های نمایه استنادی علوم انسانی و هنر و اسکوپوس ارائه و نمایه سازی می‌شود.